# Uczelnie w Bułgarii
Bułgarskie uczelnie – wykaz szkół wyższych działających na terenie Bułgarii. Stan na 2010.

## Uniwersytety
| L.p. | Nazwa uczelni | Rok założenia | Miejscowość     | Zdjęcie | Strona internetowa |
| ---- | --- | ------------- | --------------- | ------- | ------------------ |
| 1.   | Południowo-Zachodni Uniwersytet im. Neofita Riłskiego Югозападен университет “Неофит Рилски”                     | 1975          | Błagojewgrad    |         |                    |
| 2.   | Uniwersytet Amerykański w Bułgarii American University in Bulgaria Американски университет в България            | 1991          | Błagojewgrad    |         |                    |
| 3.   | Europejski Uniwersytet Politechniczny European University Polytechnical                                          | 2010          | Pernik          |         |                    |
| 4.   | Uniwersytet im. Asena Złatarowa Университет Проф. д-р Асен Златаров                                              | 1967          | Burgas          |         |                    |
| 5.   | Wolny Uniwersytet Burgas Бургаски Свободен Университет                                                           | 1991          | Burgas          |         |                    |
| 6.   | Uniwersytet Techniczny w Gabrowie Технически университет Габрово                                                 | 1964          | Gabrowo         |         |                    |
| 7.   | Uniwersytet Medyczny w Plewen Медицинският университет в Плевен                                                  | 1974          | Plewen          |         |                    |
| 8.   | Uniwersytet Płowdiwski im. Paisjusza Chilendarskiego Пловдивски университет „Паисий Хилендарски"                 | 1972          | Płowdiw         |         |                    |
| 9.   | Uniwersytet Medyczny w Płowdiwie Медицински университет – Пловдив                                                | 1945          | Płowdiw         |         |                    |
| 10.  | Uniwersytet im. Angeła Kynczewa w Ruse Русенски университет "Ангел Кънчев"                                       | 1954          | Ruse            |         |                    |
| 11.  | Uniwersytet Leśniczy Лесотехнически университет                                                                  | 1953          | Sofia           |         |                    |
| 12.  | Uniwersytet Medyczny w Sofii Медицинският университет в София                                                    | 1917          | Sofia           |         |                    |
| 13.  | Nowy Uniwersytet Bułgarski Нов български университет                                                             | 1991          | Sofia           |         |                    |
| 14.  | Uniwersytet Sofijski im. św. Klemensa z Ochrydy Софийски университет „Св. Климент Охридски“                      | 1888          | Sofia           |         |                    |
| 15.  | Uniwersytet Górniczo-Geologiczny im. Iwana Riłskiego Минно-геоложки университет "Св. Иван Рилски"                | 1959          | Sofia           |         |                    |
| 16.  | Uniwersytet Architektury, Inżynierii Lądowej i Geodezji Университет по архитектура, строителство и геодезия      | 1942          | Sofia           |         |                    |
| 17.  | Uniwersytet Chemicznych Technologii i Metalurgii Химикотехнологичен и металургичен университет                   | 1953          | Sofia           |         |                    |
| 18.  | Uniwersytet Tracki Тракийски университет                                                                         | 1995          | Stara Zagora    |         |                    |
| 19.  | Wolny Uniwersytet Warneński Варненски свободен университет                                                       | 1991          | Warna           |         |                    |
| 20.  | Uniwersytet im. Konstantyna Presławskiego w Szumenie Шуменският университет „Епископ Константин Преславски“      | 1971          | Szumen          |         |                    |
| 21.  | Uniwersytet Medyczny w Warnie Медицински университет – Варна                                                     | 1961          | Warna           |         |                    |
| 22.  | Uniwersytet Techniczny w Warnie Технически Университет Варна                                                     | 1962          | Warna           |         |                    |
| 23.  | Uniwersytet Ekonomiczny w Warnie Икономически университет – Варна                                                | 1920          | Warna           |         |                    |
| 24.  | Uniwersytet Wielkotyrnowski im. Świętych Cyryla i Metodego Великотърновски университет „Св. св. Кирил и Методий“ | 1963          | Wielkie Tyrnowo |         |                    |
| 25.  | Narodowy Uniwersytet Wojskowy im. Wasiła Lewskiego Национален военен университет                                 | 1924          | Wielkie Tyrnowo |         |                    |
| 26.  | Uniwersytet Technologii Żywności w Płowdiwie Университет по хранителни технологии                                | 1953          | Płowdiw         |         |                    |

## Akademie
| L.p. | Nazwa uczelni | Rok założenia | Miejscowość | Zdjęcie | Strona internetowa |
| ---- | --- | ------------- | ----------- | ------- | ------------------ |
| 1.   | Akademia Rolnicza w Płowdiwie Аграрен университет                                                                                            | 1945          | Płowdiw     |         |                    |
| 2.   | Narodowa Akademia Sztuki w Sofii Национална художествена академия                                                                            | 1896          | Sofia       |         |                    |
| 3.   | Narodowa Akademia Sztuk Teatralnych i Filmowych im. Krystjo Sarafowa Националната академия за театрално и филмово изкуство „Кръстьо Сарафов“ | 1948          | Sofia       |         |                    |
| 4.   | Wyższa Szkoła Marynarki Wojennej w Warnie Висше военноморско училище „Н. Й. Вапцаров“                                                        | 1881          | Warna       |         |                    |
| 5.   | Narodowa Akademia Muzyczna im. Panczo Władigerowa w Sofii Национална музикална академия                                                      | 1921          | Sofia       |         |                    |
| 6.   | Narodowa Akademia Sportowa im. Wasiła Lewskiego Национална спортна академия „Васил Левски                                                    | 1942          | Sofia       |         |                    |
| 7.   | Akademia Muzyki, Tańca i Sztuk Pięknych w Płowdiwie Академия за музикално, танцово и изобразително изкуство                                  | 1972          | Płowdiw     |         |                    |
| 8.   | Akademia Duchowna im. Iwana Riłskiego w Sofii Софийската духовна семинария "Св. Йоан Рилски"                                                 | 1874          | Sofia       |         |                    |
| 9.   | Akademia Ekonomiczna w Swisztowie Стопанска академия „Д. А. Ценов"                                                                           | 1936          | Swisztow    |         |                    |

## Pozostałe szkoły wyższe
| L.p. | Nazwa uczelni                                                                                                | Rok założenia | Miejscowość | Zdjęcie | Strona internetowa |
| ---- | --- | ------------- | ----------- | ------- | ------------------ |
| 1.   | Wyższa Szkoła Ubezpieczeń i Finansów w Sofii Висше училище по застраховане и финанси                         | 2002          | Sofia       |         |                    |
| 2.   | Wyższa Szkoła Inżynierii Lądowej im. Ljubena Karawełowa w Sofii Висше строително училище „Любен Каравелов“   | 1973          | Sofia       |         |                    |
| 3.   | Wyższa Szkoła Transportu w Sofii Висше транспортно училище „Тодор Каблешков“                                 | 1984          | Sofia       |         |                    |
| 4.   | Europejskie Kolegium Nauk Ekonomicznych i Zarządzania w Płowdiwie Европейски колеж по икономика и управление | 2001          | Płowdiw     |         |                    |
| 5.   | Wyższa Szkoła Ekonomii i Administracji Колеж по икономика и администрация                                    | 2003          | Płowdiw     |         |                    |
| 6.   | Wyższa Szkoła Zarządzania, Sprzedaży i Marketingu w Sofii Колеж по мениджмънт, търговия и маркетинг          | 2001          | Sofia       |         |                    |
| 7.   | Wyższa Szkoła Telekomunikacji i Poczty w Sofii Колеж по телекомуникации и пощи                               | 1997          | Sofia       |         |                    |
| 8.   | Międzynarodowa Szkoła Biznesu w Botewgradzie Международно висше бизнес училище                               | 2002          | Botewgrad   |         |                    |
| 9.   | Kolegium Międzynarodowe w Dobricz Международен колеж                                                         | 1999          | Dobricz     |         |                    |